# Framboesie
Framboesia cunoscută și sub numele de frambesia tropica, thymosis, polypapilloma tropicum, parangi, bouba, frambösie, și pian) este o infecție provenită din zona tropicală, ce afectează pielea, oasele și articulațiile, cauzată de infecția cu bacteria de tip spirochet Treponema pallidum pertenue. Faza primară se manifestă prin apariția unei papule cu un diametru între 2 și 5 centimetri. Centrul acestora se poate rupe, formând un ulcer. În general, această leziune cutanată inițială se vindecă după 3-6 săptămâni. Pot apărea dureri osteoarticulare după o perioadă ce poate varia între câteva săptămâni și până la câțiva ani, oboseală  și pot apărea noi leziuni cutanate. Pielea palmelor și a tălpilor se poate rupe cu ușurință și se acoperă de o crustă. Oasele (în special cele ale nasului ) se pot deforma. După aproximativ 5 ani, pe zonele afectate ale pielii pot apărea cicatrici.
Framboesia este transmisă prin contactul direct cu leziunea unei persoane infectate. În general, contactul nu este de natură sexuală. Această boală este găsită în copii, ce o răspândesc atunci când se joacă împreună. Alte boli conexe infecției treponemice sunt bejel (Treponema pallidum endemicum), pinta (Treponema pallidum carateum) și sifilisul (Treponema pallidum pallidum). Framboesia este adesea diagnosticată în momentul apariției leziunilor. Testele efectuate pentru depistarea anticorpilor pot fi utile, dar nu se pot distinge infecțiile anterioare de cele curente. Testul reacției de polimerizare în lanț (PCR) reprezintă cea mai precisă metodă de diagnosticare.
Prevenirea se poate realiza parțial prin tratarea celor care au contactat boala, scăzând astfel riscul transmiterii acesteia. Acolo unde boala este una comună, se recomandă tratarea întregii comunități. De asemenea, luarea măsurilor pentru sporirea curățeniei și a salubrizării va diminua răspândirea acesteia. Tratamentul se realizează, în general, prin administrarea de antibiotice, inclusiv: azitromicină pe cale orală sau penicilină tip benzatină, prin injecție. Fără tratament, malformațiile fizice apar în 10% din cazuri.
Conform studiilo din 2012, framboesia este o boală răspândită în cel puțin 14 țări tropicale. Această boală afectează doar oamenii. În perioada anilor 1950-1960, Framboesia a fost aproape eradicată de Organizația Mondială de Sănătate (OMS). De atunci, numărul cazurilor a fost în continuă creștere, iar OMS își propune să eradicheze această boală până în 2020. În anul 1995 a avut loc cea mai recentă estimare a numărului de persoane infectate cu Framboesia, indicând un număr de 500. 000 de oameni. Chiar dacă una dintre primele descrieri ale bolii au fost făcute în anul 1679 de către  Willem Piso, dovezile arheologice sugerează prezența Framboesiei printre oameni datează de acum 1,6 milioane de ani.